# Masdevallia hirtzii
Masdevallia hirtzii är en orkidéart som beskrevs av Carlyle August Luer och Angel Andreetta. Masdevallia hirtzii ingår i släktet Masdevallia och familjen orkidéer. Inga underarter finns listade i Catalogue of Life.